# NGC 5179
NGC 5179 (również PGC 47363) – galaktyka, prawdopodobnie eliptyczna (E-S0), znajdująca się w gwiazdozbiorze Panny. Odkrył ją Sherburne Wesley Burnham 5 maja 1883 roku. Jest to galaktyka z aktywnym jądrem typu LINER.